# 星星峽
星星峡，又名猩猩峡，位于新疆哈密市星星峡镇，是从甘肃进入新疆的隘口。1956年曾建星星峡镇，1959年撤销，1996年恢复设镇。现镇区面积2726平方公里，辖区人口3000余人。據説過去附近山中常有猩猩出現，峽中水泉乃猩猩所發現，故名猩猩峡。由于星星峡产石英石，在夜晚时石英石闪闪烁烁，宛如星斗，因而得名。现312国道穿过此地。